# سیارک ۸۷۷۷
سیارک ۸۷۷۷ (به انگلیسی: 8777 Torquata، نامگذاری:5016T-3) هشت هزار و هفتصد و هفتاد و هفتمین سیارک کشف شده‌است که در ۱۶ اکتبر ۱۹۷۷ کشف شد.
قدر مطلق سیارک برابر ۱۳٫۸۰ است.